# Olympische Sommerspiele 2012/Boxen – Mittelgewicht (Frauen)
Der Boxwettbewerb im Mittelgewicht der Frauen (bis 75 kg) bei den Olympischen Spielen 2012 in London wurde vom 5. bis zum 9. August 2012 im Exhibition Centre London ausgetragen. 12 Boxerinnen nahmen an der olympischen Premiere teil.
Der Wettbewerb wurde im K.-o.-System ausgetragen. Begonnen wurde mit Achtelfinale, das 16 Startplätze umfasste. Da nur 12 Boxerinnen antraten, wurden vier Freilose gezogen. Die Gewinnerinnen kamen ins Viertelfinale und Halbfinale. Die Gewinnerinnen der Halbfinals kämpften um die Goldmedaille, beide Verliererinnen erhielten die Bronzemedaille.

## Achtelfinale
5. August 2012
| Boxer 1             | Ergebnis | Boxer 2                     |
| ------------------- | -------- | --------------------------- |
| Savannah Marshall   | Freilos  |                             |
| Marina Wolnowa      | 20 - 11  | Elizabeth Andiego           |
| Anna Laurell        | 24 - 17  | Naomi-Lee Fischer-Rasmussen |
| Claressa Shields    | Freilos  |                             |
| Mary Spencer        | Freilos  |                             |
| Roseli Feitosa      | 14 - 19  | Li Jinzi                    |
| Yelena Vıstropova   | 12 - 14  | Edith Agu-Ogoke             |
| Nadeschda Torlopowa | Freilos  |                             |

## Viertelfinale
6. August 2012
| Boxer 1           | Ergebnis | Boxer 2             |
| ----------------- | -------- | ------------------- |
| Savannah Marshall | 12 - 16  | Marina Wolnowa      |
| Anna Laurell      | 14 - 18  | Claressa Shields    |
| Mary Spencer      | 14 - 17  | Li Jinzi            |
| Edith Agu-Ogoke   | 8 - 18   | Nadeschda Torlopowa |

## Halbfinale
8. August 2012
| Boxer 1        | Ergebnis | Boxer 2             |
| -------------- | -------- | ------------------- |
| Marina Wolnowa | 15 - 29  | Claressa Shields    |
| Li Jinzi       | 10 - 12  | Nadeschda Torlopowa |

## Finale
9. August 2012, 18:15 Uhr (MESZ)
| Boxer 1          | Ergebnis | Boxer 2             |
| ---------------- | -------- | ------------------- |
| Claressa Shields | 19 - 12  | Nadeschda Torlopowa |

## Medaillen
| Platz | Name                | Nation              |
| ----- | ------------------- | ------------------- |
| 01    | Claressa Shields    | Vereinigte Staaten  |
| 02    | Nadeschda Torlopowa | Russland            |
| 03    | Marina Wolnowa      | Kasachstan          |
| 03    | Li Jinzi            | Volksrepublik China |